# Peppi Dlinnyjtjulok
Peppi Dlinnyjtjulok (ryska: Пеппи Длинныйчулок, svenska: Pippi Långstrump) är en sovjetisk musikal för barn i två delar baserad på berättelserna om Pippi Långstrump av den svenska författaren Astrid Lindgren.

## Handling
En flicka som heter Pippi Långstrump bor i en liten by. Hon kom dit ensam, med  endast en häst och en resväska där hon hade gömt ett akvarium med en fisk i. Pippis mamma dog när Pippi fortfarande var bebis, och hennes far, kapten Efraim Långstrump, försvann (som Pippi själv säger: "Han sköljdes överbord av en våg och blev en lokal kung"). 
Pippi är en glad, stark och spänstig tjej, alltid ivrig efter roliga spel och bus. Hon får vänner i syskonen Tommy och Annika, som glatt deltar i Pippis lekar. Men i Pippis liv är inte utan problem: strikta och ordentliga damer under ledning av fröken Rosenblom vill skicka henne till ett barnhem, och skurkar är på jakt efter en resväska som de tror innehåller guld. Eftersom damerna inte kunde skicka Pippi till ett barnhem, säljer de henne till cirkusdirektören som en bra gymnast och clown. Flickan räddas av sin far Efraim, som har återvänt från resan. Han avslöjar cirkusdirektören som en välkänd svindlare och tar Pippi på en lång resa. Men när Pippi ser hur ledsna Tommy och Annika blir över att Pippi ska lämna dem, beslutar hon sig för att stanna och hoppar i vattnet från fartyget som redan lämnat hamn. 

## Medverkande
- Svetlana Stupak — Pippi Långstrump (sångröst av Svetlana Steptjenko)
- Fedja Stukov — Tommy
- Svetlana Sjtjelova — Annika (sångröst av Svetlana Steptjenko)
- Tatiana Vasilieva — fröken Rosenblom, styrelseordförande
- Ljudmila Sjagalova — fru Settergren, styrelseledamot
- Jelizaveta Nikisjtjichina — fru Laura, styrelseledamot (sångröst av Jelena Kamburova)
- Lev Durov — Stephensen, cirkusdirektör (sångröst av Juliј Kim)
- Baadur Tsuladze — polisman (röst av Oleg Tabakov, sångröst av Alexej Voskresenskij)
- Leonid Jarmolnik — Blon, mager svindlare
- Leonid Kanevskij — Karl, tjock svindlare

- Michail Bojarskij — Kapten Efraim Långstrump, Pippis far
- Vladimir Kremena — Buk, tunn clown (sångröst av Valentin Vinogradov)
- Semjon Marguljan — Jim, en fullständig clown (sångröst av Julij Kim)
- Valentin Dikul — "Indiska tuppen", starke mannen på cirkusen
- Anatolij Adoskin — chef för dockteatern

## Filmteam
- Manusförfattare och regissör — Margarita Mikaeljan
- Filmfotograf — Alexander Knjazjinskij
- Musik — Vladimir Dasjkevitj
- Sångtext — Julij Kim (anges i eftertexterna under pseudonymen Julius Michajlov)